# Gare d'Ertvelde
La gare d'Ertvelde est une ancienne gare ferroviaire belge de la ligne 55, de Gand à Terneuzen située à Rieme (nl), village de l'ancienne commune d'Ertvelde, sur le territoire de l'actuelle commune d'Evergem, dans la province de Flandre-Orientale en Région flamande.
Mise en service en 1865 sur le chemin de fer concédé de Gand à Terneuzen, elle perd ses trains de voyageurs en 1961 et ferme aux marchandises en 1981.

## Situation ferroviaire
Établie à 7 m d'altitude, la gare d'Ertvelde est située au point kilométrique (PK) 19.8 de la ligne 55 de Wondelgem (Gand) à Zelzate (frontière) en direction de Terneuzen, entre la gare de Terdonk-Kluizen, située sur un tracé désaffecté en 2002, et le point d'arrêt de Kleine-Rusland.

## Histoire
La station d'Ertvelde est mise en service le 20 décembre 1865 par la Compagnie du chemin de fer de Gand à Terneuzen, lorsqu'elle ouvre à l'exploitation la section de Wondelgem à Zelzate. La ligne est aussi exploitée par des trains de voyageurs à partir du 1er janvier 1866.
Les trains de voyageurs de la ligne sont supprimés le 11 septembre 1961.
De part et d'autre de la gare, de nombreuses industries sont créées au XXe siècle générant un riche trafic marchandises (papeterie, pétrochimie, matériaux de construction, etc.). La centrale électrique de Langerbrugge (nl) sera approvisionnée en charbon par train jusqu'à sa conversion au gaz naturel. Le bâtiment vide est désormais classé.
Le trafic des marchandises de détail se réduisant, la cour aux marchandises de la gare d'Ertvelde ferme en 1981. Le bâtiment est par la suite désaffecté. Il est listé au patrimoine architectural flamand depuis 2009.
En 2002, le creusement d'un grand bassin accessible aux navires de haute mer entre Langerbrugge et Ertvelde pousse la SNCB à remplacer le tracé d'origine de la ligne par une déviation établie le long de la route R4. La déviation retrouve son itinéraire originel non loin de la gare d'Ertvelde.
Loué à un particulier, le bâtiment de la gare est mis en vente par la SNCB en 2018 et rénové en 2022. Il accueille désormais l'hôtel et gîte "Gare 55".

## Patrimoine ferroviaire
Le bâtiment des recettes est, avec celui de la gare de Langerbrugge, le seul bâtiment d'origine de la ligne Gand-Terneuzen à avoir été conservé.
À l'origine, les gares d'Ertvelde et Langerbrugge étaient identiques avec une aile de trois travées encadrée par deux pavillons sans étage à la toiture transversale pourvue d'une lucarne de part et d'autre. L'aile centrale, plus étroite côté voies, se trouve sous une toiture débordante formant une marquise de quai revêtue d'un bardage en bois.
Le pavillon de gauche a par la suite été prolongé par des constructions basses et surhaussé d'un étage avec un petit grenier sous le pignon transversal sous toiture à deux versants tandis que la toiture du pavillon de droite a été arasée et englobée à celle de l'aile centrale. Cet agrandissement est plus modeste que celui pratiqué en plusieurs étapes pour la gare de Langerbrugge.
La rénovation de la gare en 2022-2023 a consisté à surélever l'aile de service de service de gauche, dotée d'un toit en tuiles à deux pentes et à ajouter une extension basse et plusieurs lucarnes en matériaux modernes côté voie. Le bardage de l'ancienne marquise est restauré et peint en vert.

Vues de la gare en 2000 et 2004
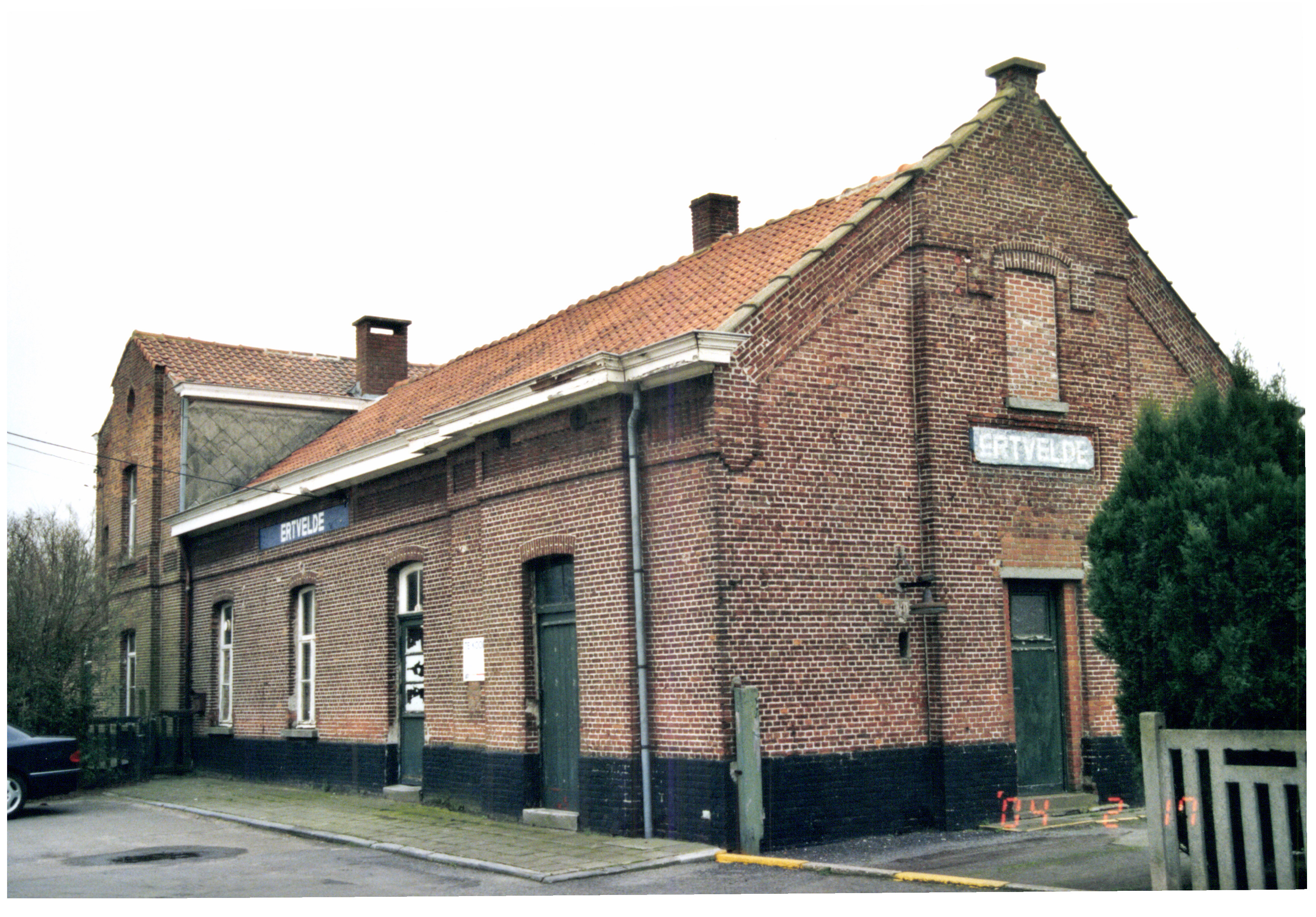
Bâtiment de la gare côté rue.
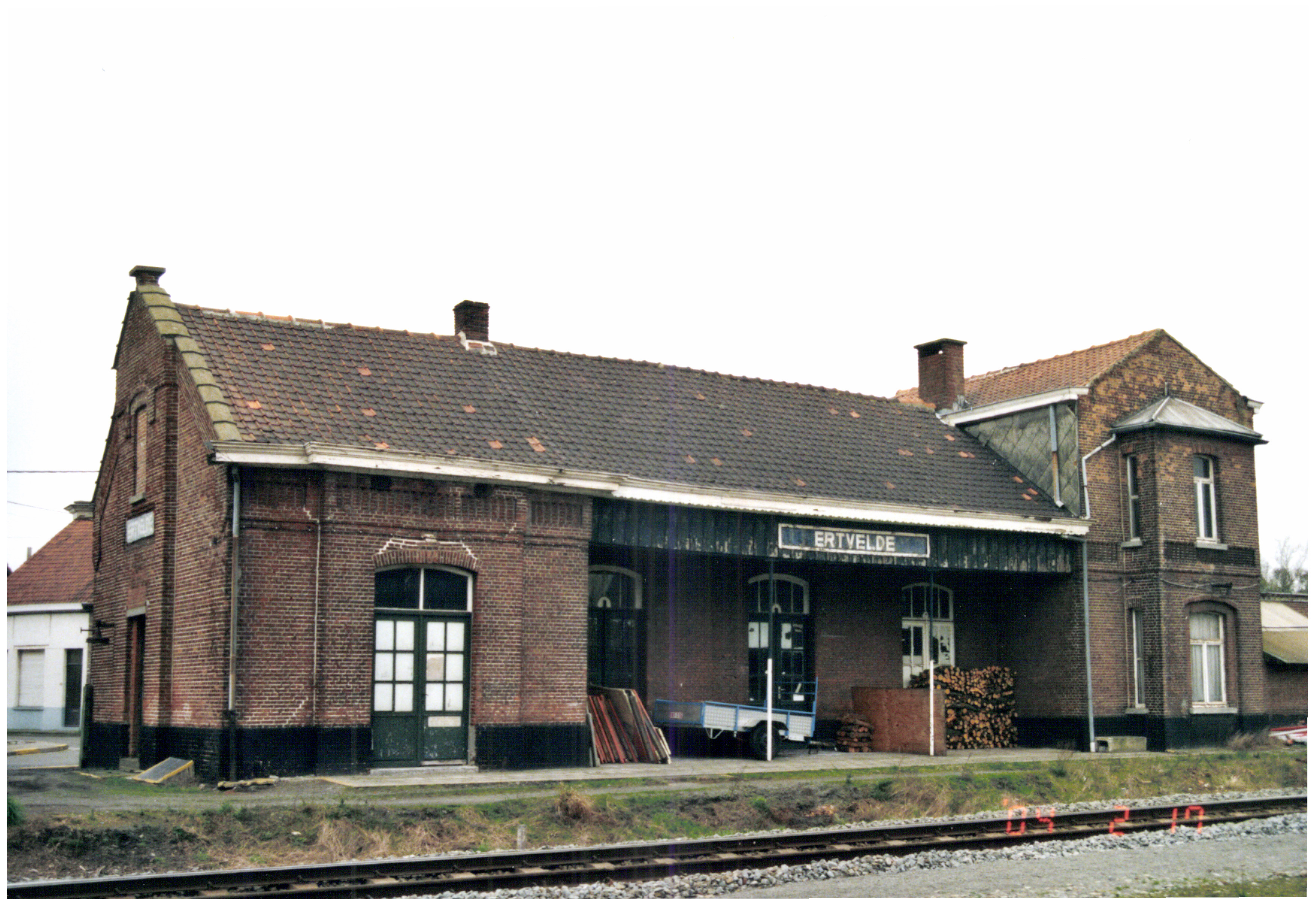
Côté quai.
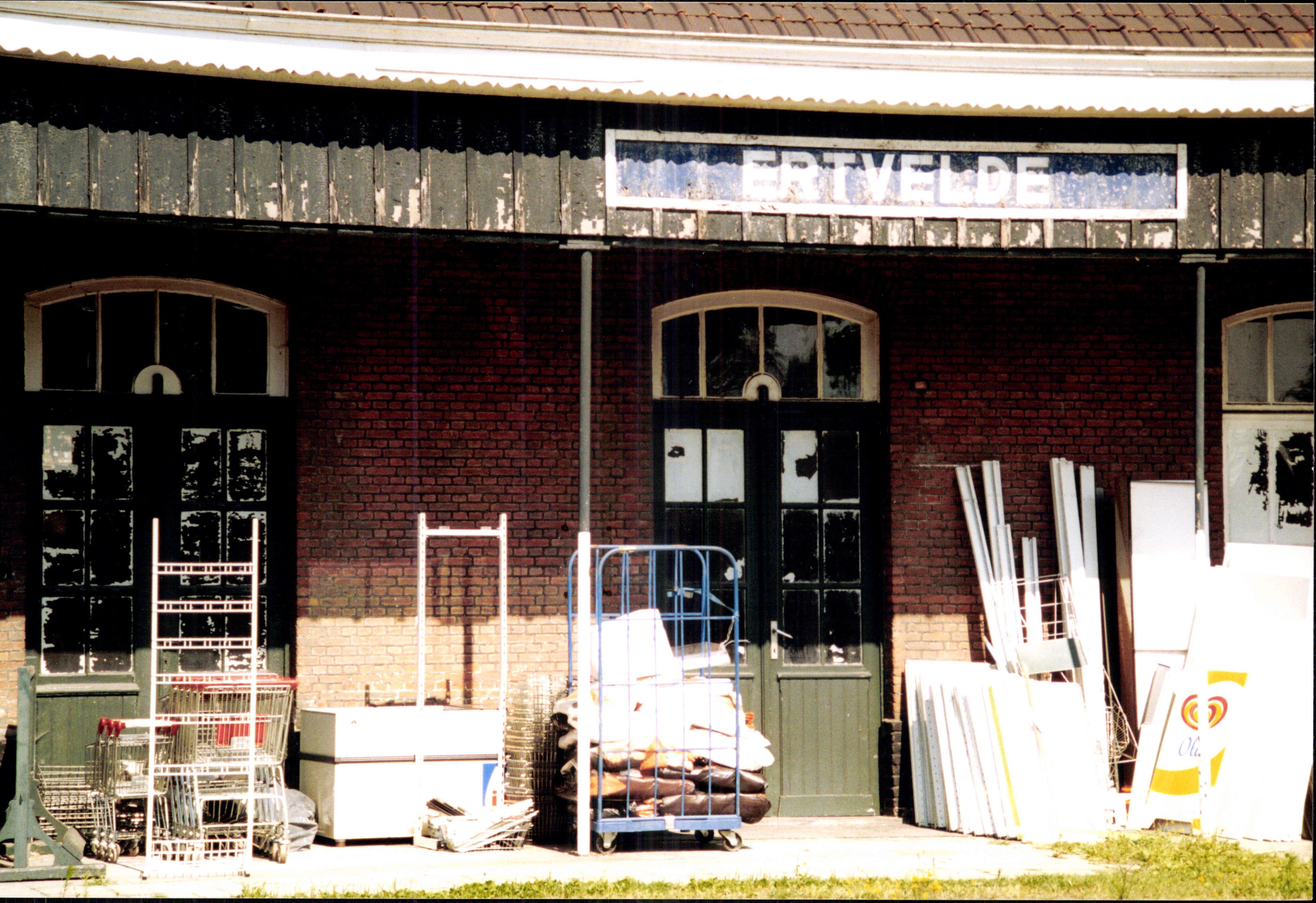
Sous la marquise.
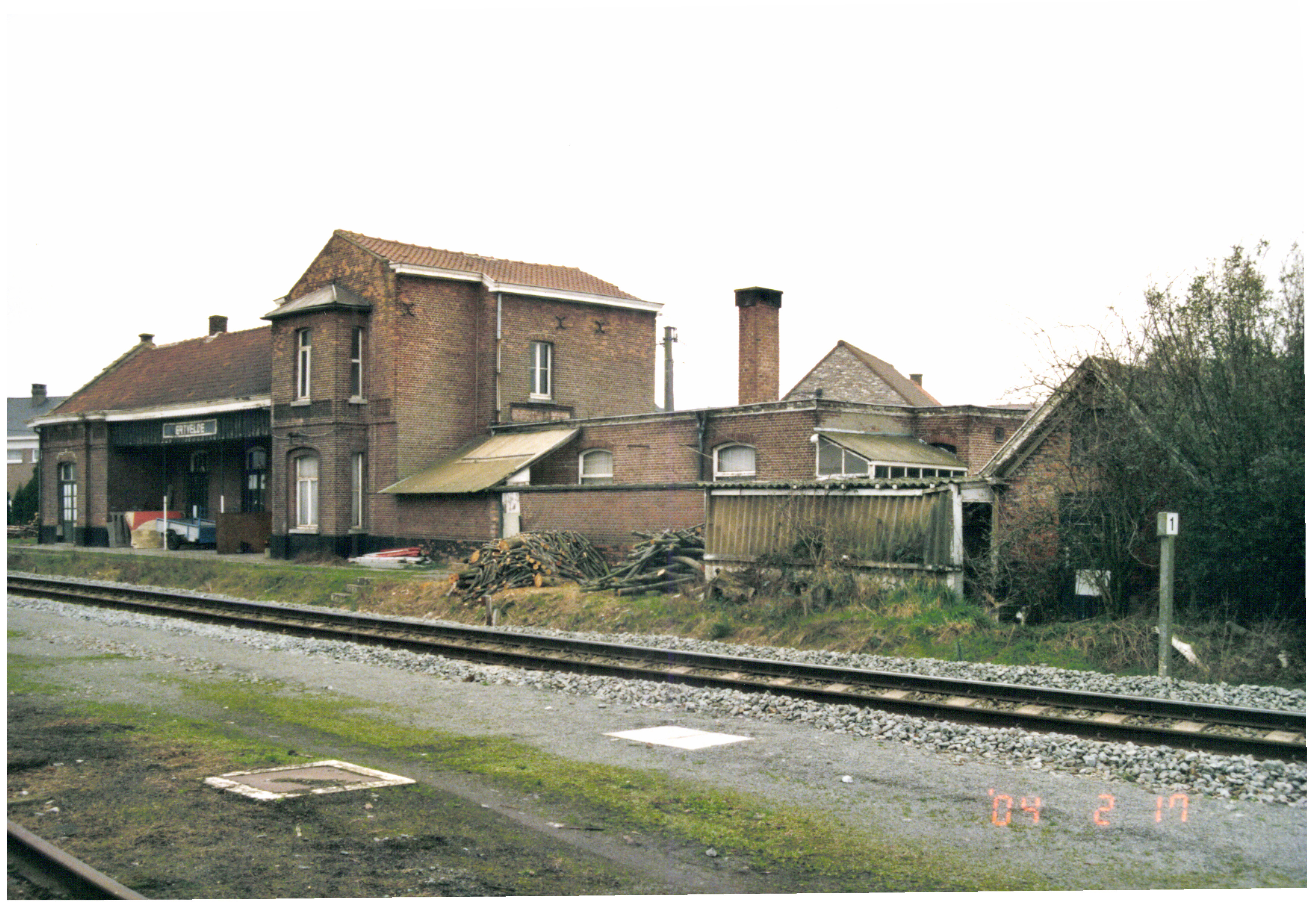
Extensions du corps de logis.
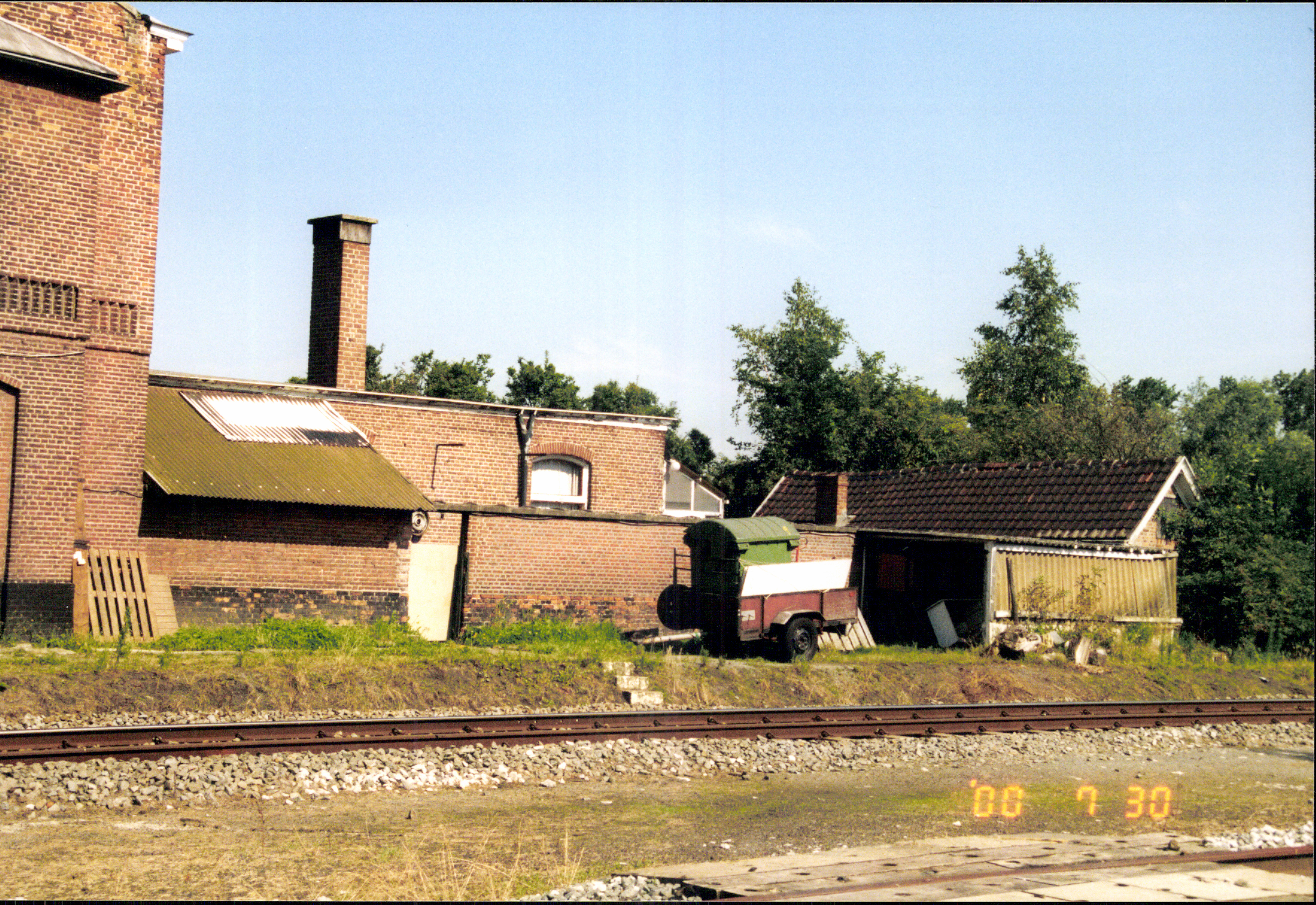
Annexes et cour.